# Иванов, Станислав Александрович
Станислав Александрович Иванов (род. 19 мая 1970 года в Новосибирске) — бывший российский волейболист, в 2005 году ставший первым в истории чемпионом Сурдлимпийских игр по пляжному волейболу (вместе с Рушаном Даяновым). Чемпион Европы 1990 года по волейболу среди глухих и слабослышащих. Президент Всероссийского общества глухих, вице-президент российского спортивного союза глухих.

## Биография
Станислав Александрович Иванов родился 19 мая 1970 года в Новосибирске. С детства является инвалидом по слуху. Станислав учился в школе-интернате № 12 для слабослышащих детей в г. Искитим Новосибирской области. В 1995 году окончил Московскую государственную академию физической культуры по специальности «физическая культура и спорт». С 1995 по 2001 год работал учителем физической культуры в школе-интернате для глухих и слабослышащих детей. В 2014 году окончил Российский государственный социальный университет по специальности «менеджмент» со степенью магистра. Женат.

### Спортивная карьера
В 1988 году начал заниматься волейболом под руководством тренера Василия Ковальчука. Входил в состав сборной СССР и России по волейболу среди глухих. Многократный чемпион страны. Дважды поднимался на подиум на Сурдлимпийских играх: в 2001 году — стал бронзовым призёром, а в 2005 году — победителем.
| Год  | Соревнования        | Место проведения    | Дисциплина       | Место |
| ---- | ------------------- | ------------------- | ---------------- | ----- |
| 1990 | Чемпионат Европы    | н/д                 | волейбол         | 1     |
| 1997 | Сурдлимпийские игры | Копенгаген, Дания   | волейбол         | —     |
| 2001 | Сурдлимпийские игры | Рим, Италия         | волейбол         | 3     |
| 2005 | Сурдлимпийские игры | Мельбурн, Австралия | пляжный волейбол | 1     |
| 2005 | Сурдлимпийские игры | Мельбурн, Австралия | волейбол         | 4     |

После окончания спортивной карьеры начал общественную деятельность. Входил в состав делегаций, конкурсных и судейских коллегий на многих соревнованиях среди глухих.

### Общественная деятельность
С 1988 года — член Всероссийского общества глухих. С 2001 по 2005 год работал исполнительным директором Российского спортивного союза глухих. С 2006 года является вице-президентом Общероссийской спортивной федерации спорта глухих. С 2006 по 2010 год был советником отдела адаптивной физической культуры и спорта Департамента государственной политики в сфере физической культуры и спорта Минспорттуризма России. С 2010 года по 2020 год являлся начальником Управления социальной политики и реабилитации ВОГ, вице-президентом Общероссийской общественной организации инвалидов «Всероссийское общество глухих» и членом Центрального правления ВОГ. С 2015 года — член управляющего совета международного движения «Абилимпикс». В 2016 году создал международное движение «DeafSkills». С декабря 2020 года по сентября 2024 год - президент Всероссийского общества глухих.
Также являлся помощником депутата Государственной Думы Михаила Терентьева по работе в Государственной Думе на общественных началах, членом Координационного совета по контролю за реализацией государственной программы Российской Федерации «Доступная среда» на 2011—2020 годы, членом рабочей группы при Комиссии при Президенте Российской Федерации по делам инвалидов, членом межведомственной комиссии по развитию адаптивной физической культуры и спорта Совета при Президенте Российской Федерации по развитию физической культуры и спорта и различных межведомственных и общественных комиссий по вопросам социальной защиты инвалидов по слуху. Имеет классный чин: советник государственной гражданской службы Российской Федерации 3 класса.

## Награды и звания
- Медаль ордена «За заслуги перед Отечеством» II степени (2007)[27].
- нагрудный знак «Отличник физической культуры и спорта» Минспорта России (2011)[28].
- почётная грамота Минтруда РФ.
- спортивное звание «Мастер спорта СССР международного класса».
- почётное спортивное звание «Заслуженный мастер спорта России».